# Kumiyama
Kumiyama (久御山町?) è una cittadina giapponese della prefettura di Kyōto.